# Tabuk (provincie)
Tabuk (Arabisch: تبوك, Tabūk) is een provincie van Saoedi-Arabië en ligt in het noordwesten van het land aan de Rode Zee. De provincie heeft een oppervlakte van 146.072 km² en had in 2004 691.517 inwoners. De hoofdstad heet ook Tabuk.